# Flugplatz Courtelary

i7
i11
i13
Der Flugplatz Courtelary ist ein privater Flugplatz in Courtelary im Kanton Bern. Er wird durch die Segelfluggruppe Biel betrieben.

## Lage
Der Flugplatz liegt etwa 12,5 km westlich von Biel. Das Flugplatzgelände liegt auf dem Gebiet der politischen Gemeinde Courtelary. Naturräumlich liegt der Flugplatz im zentralen Teil des Juralängstals Vallon de Saint-Imier im Bereich des Drei-Seen-Landes.

## Flugbetrieb
Am Flugplatz Courtelary findet ausschliesslich Flugbetrieb mit Segelflugzeugen statt. Die Segelflugzeuge starten per Flugzeugschlepp. Der Flugplatz verfügt über eine 560 m lange Start- und Landebahn aus Gras. Nicht am Platz stationierte Flugzeuge benötigen eine Genehmigung des Platzhalters (PPR), um in Courtelary landen zu können. Neben der Segelfluggruppe Biel ist die Groupe de vol à voile de Courtelary am Flugplatz beheimatet.